# Billbergia iridifolia
Billbergia iridifolia là một loài thực vật có hoa trong họ Bromeliaceae. Loài này được (Nees & Mart.) Lindl. mô tả khoa học đầu tiên năm 1827.